# Francesco Maria Sauli
Francesco Maria Sauli (Génova, 1620 - Génova, 26 de maio de 1699) foi o 134.º Doge da República de Génova e rei da Córsega.

## Biografia
Neto do ex-doge Lorenzo Sauli e primo em terceiro grau de Santo Alexandre Sauli, Francesco Maria Sauli nasceu em Génova por volta de 1620 e ocupou vários cargos públicos. A 19 de setembro de 1697, aos 77 anos, Sauli foi eleito Doge de Génova para um mandato de 2 anos. Isso fez dele o octogésimo nono doge a ser eleito para um mandato de 2 anos, e o n.º cento e trinta e quatro da história republicana.
Como Doge, ele também foi investido no cargo bienal de rei da Córsega. O seu mandato de dois anos focou-se principalmente na ordem pública, incluindo num novo regulamento sobre o uso de armas. A sua morte repentina a 26 de maio de 1699 fez com que o mandato terminasse três meses antes do previsto.